# Rio Costalunga
Il Rio Costalunga (Rif de Costalongia in ladino) è un torrente della Val di Fassa, nel Trentino nord-orientale. Nasce al Passo Carezza a 1750 m s.l.m., nel comune di San Giovanni di Fassa, e scende per circa 6 Km in direzione sud-ovest fino al paese di Moena, in cui confluisce da destra nell'Avisio. I principali affluenti sono il Rif de Peniola e il Rif de Prapolin, assieme ai quali separa il comune di San Giovanni di Fassa da quelli di Moena e di Soraga di Fassa, rispettivamente.